# Route nationale 82
Die N82 ist eine französische Nationalstraße, die 1824 zwischen L’Hôpital-sur-Rhins und Andance festgelegt wurde. Sie geht auf die Route impériale 100 zurück. Ihre Länge betrug 121 Kilometer. 1973 wurde sie zwischen Boulieu-lès-Annonay und Andance abgestuft und 1978 erhielt sie eine neue Führung zur N7 bei Chanas:
- N 82 L’Hôpital-sur-Rhins – Kreuzung mit D 206 nordwestlich von Annonay
- D 206 Kreuzung nordwestlich von Annonay – Kreuzung nordöstlich von Annonay
- N 519 Kreuzung nordöstlich von Annonay – N 7 bei Chanas

1998 erfolgte die Verlegung auf eine westliche Umgehung von Neulise und 2006 die Fortsetzung als Schnellstraße nach Norden zur N 7. Seit 2006 verbindet sie nur noch die N 7 mit dem gegenwärtigen Autobahnende der A 89 bei Balbigny.